# Francisco Ximénez
Pour les articles homonymes, voir Ximénez.
Francisco Ximénez est un prêtre catholique espagnol appartenant à l'ordre des Dominicains historien et grammairien, né à Séville en 1666 et mort en 1722 au Guatemala alors possession espagnole de la Nouvelle-Espagne. Il est célèbre pour sa traduction de Popol Vuh.

## Biographie
Entré chez les Dominicains en Espagne il est envoyé par son ordre dans le Nouveau-Monde. Il arrive au Guatemala en 1688 et est nommé dans plusieurs missions parmi les quichés : Chichicastenango, Rabinal, Sacapulas, etc. Ayant appris les langues des indiens il traduit le livre sacré des quichés, Popol Vuh, en castillan. Il rédige aussi des études sur les langues locales dont Gramática de las lengues quiché, cakchiquel y Tzutujil et Tesoro de las tres lengues.
Ximénez est par ailleurs l’auteur de l’histoire de la province, Historia de la Provincia de San Vicente de Chiapa y Guatemala de la Orden de predicadores.
Son œuvre naturaliste, Historia Natural del Reino de Guatemala, qu’il rédige vers 1722 ne paraît qu’en 1967. Il y décrit les animaux et les plantes, mais aussi la géographie de la province. Il y décrit notamment le bison et le lama.

## Source
- André Saint-Lu (1986). Esprit scientifique et providentialisme dans la Historia Natural del Reino de Guatemala de Fray Francisco Ximenez, Nouveau monde et renouveau de l’histoire naturelle (Centre de recherche interuniversitaire sur l'Amérique espagnole coloniale (Paris) dir.), Publications de la Sorbonne : 29-43  (ISBN 2-903019-51-7)